# 私營骨灰安置所發牌委員會
私營骨灰安置所發牌委員會（英語：Private Columbaria Licensing Board，縮寫：PCLB）是香港政府根據《私營骨灰安置所條例》(香港法例第630章)而設立的法定委員會。委員會於2017年9月8日成立，負責規管骨灰安置所的營辦和管理，以及作出《條例》規定或授權發牌委員會作出的任何其他事情。

## 委員

### 2020年9月8日至2023年9月7日的任期
- 主席

劉利群（食物環境衞生署署長）
- 副主席

葉國謙
- 委員

張孝威
方文傑
何賜明博士
羅君美
吳傑莊教授
龐錦強教授
溫艾狄